# Phenix City
La ville de Phenix City est le siège du comté de Russell, dans l'État de l'Alabama, aux États-Unis. À noter qu’une portion de Phenix City s’étend sur le comté de Lee. Sa population s’élevait à 32 822 habitants lors du recensement de 2010, estimée à 36 219 habitants en 2017.
Elle est parfois considérée comme une « Hub City », du fait qu'elle est reliée directement à la grande ville de Columbus.

## Démographie
| 1880  | 1890  | 1900  | 1910  | 1920  | 1930   | 1940   | 1950   |
| ----- | ----- | ----- | ----- | ----- | ------ | ------ | ------ |
| 2 224 | 3 700 | 4 163 | 4 555 | 5 432 | 13 862 | 15 351 | 23 305 |

| 1960   | 1970   | 1980   | 1990   | 2000   | 2010   | - | - |
| ------ | ------ | ------ | ------ | ------ | ------ | - | - |
| 27 630 | 25 281 | 26 928 | 25 312 | 28 265 | 32 822 | - | - |

## À noter
Phenix City est la ville située le plus à l’est dans l’État.

## Jumelages
- Colomiers (France)
- Kamenice (République tchèque)
- Västerås (Suède)

## Personnalités
Nancy Johnson (1974-), championne olympique de tir en 2000.

## Galerie photographique

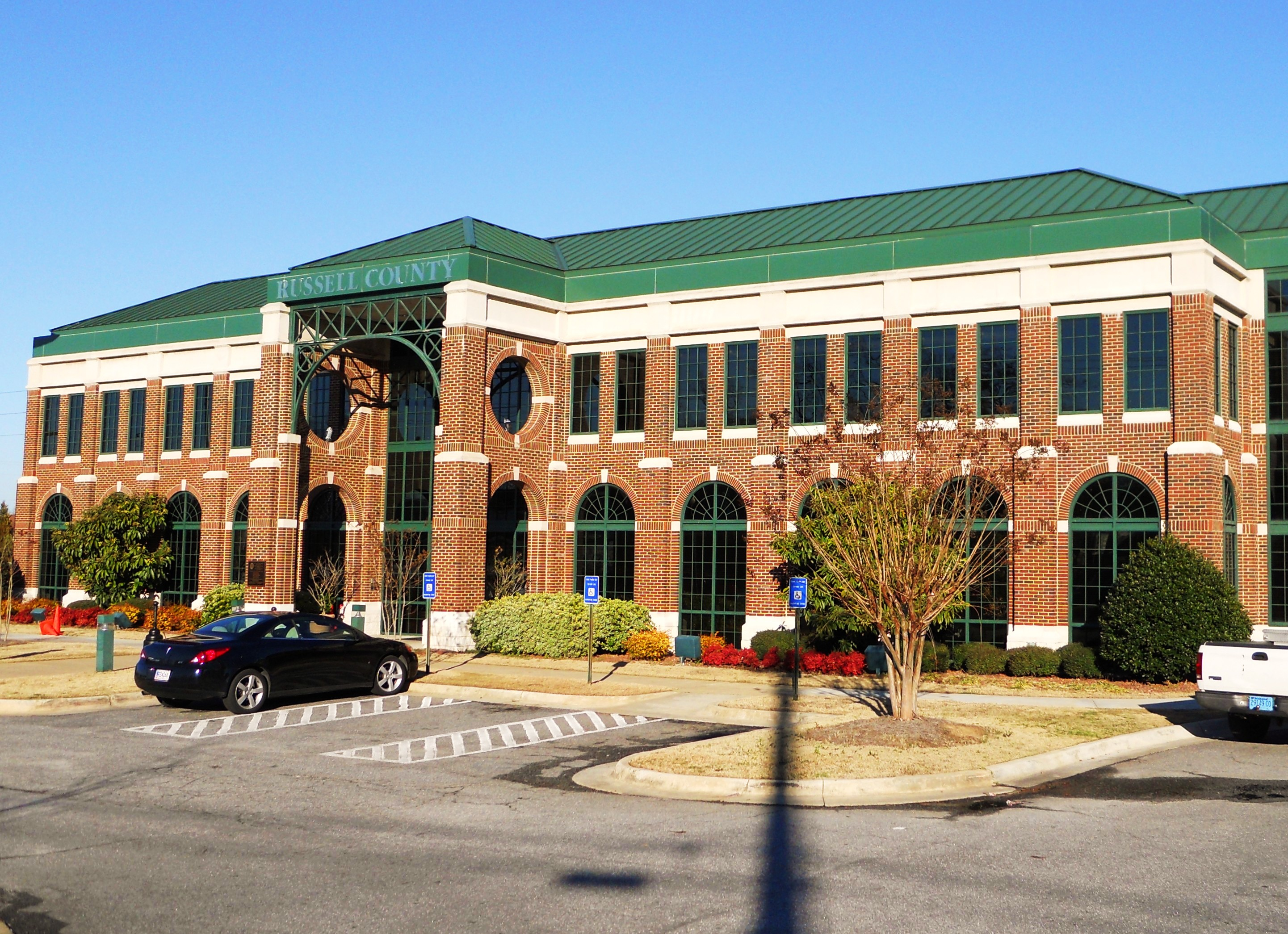
Le palais de justice.
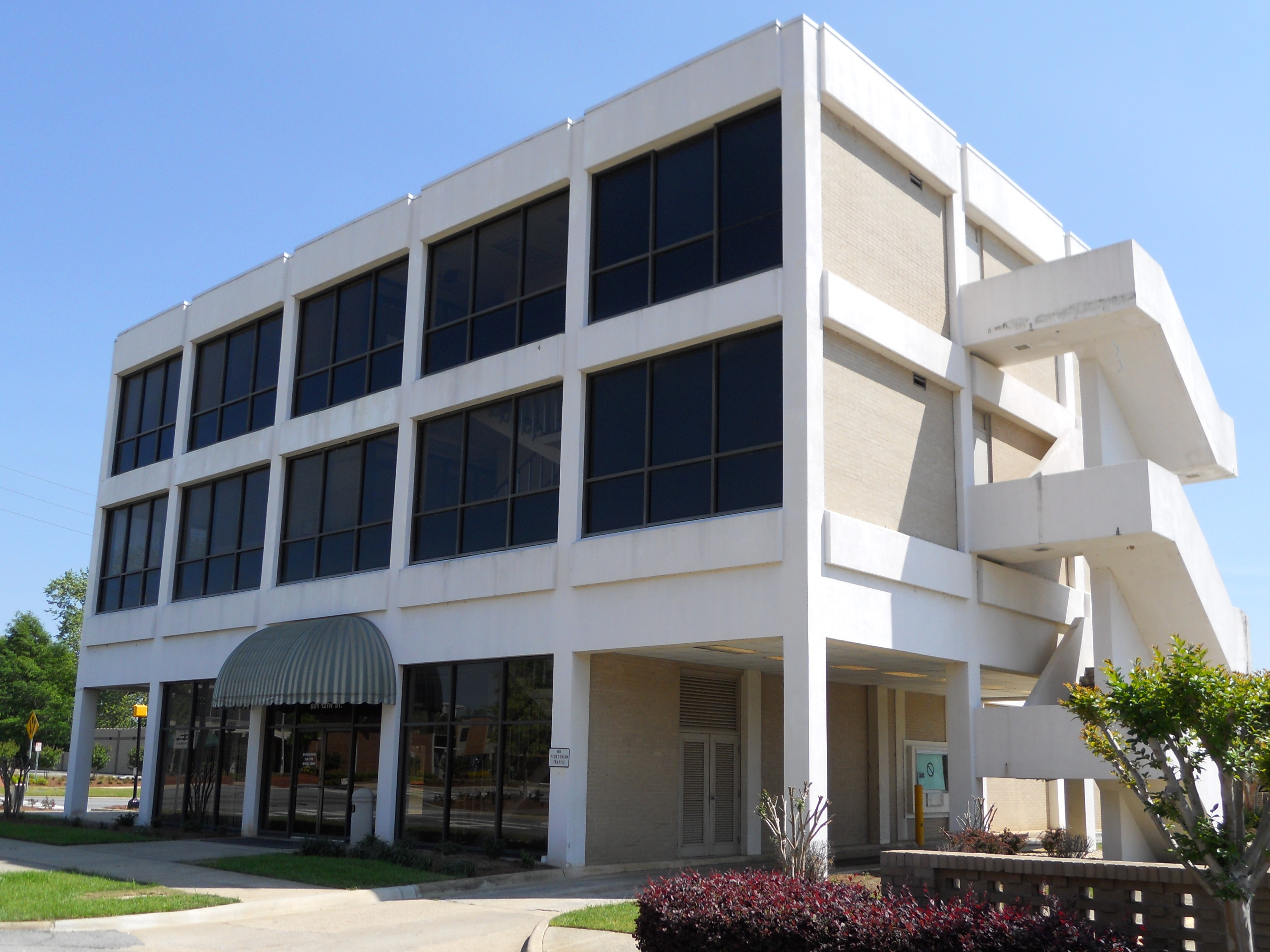
Bâtiment municipal.
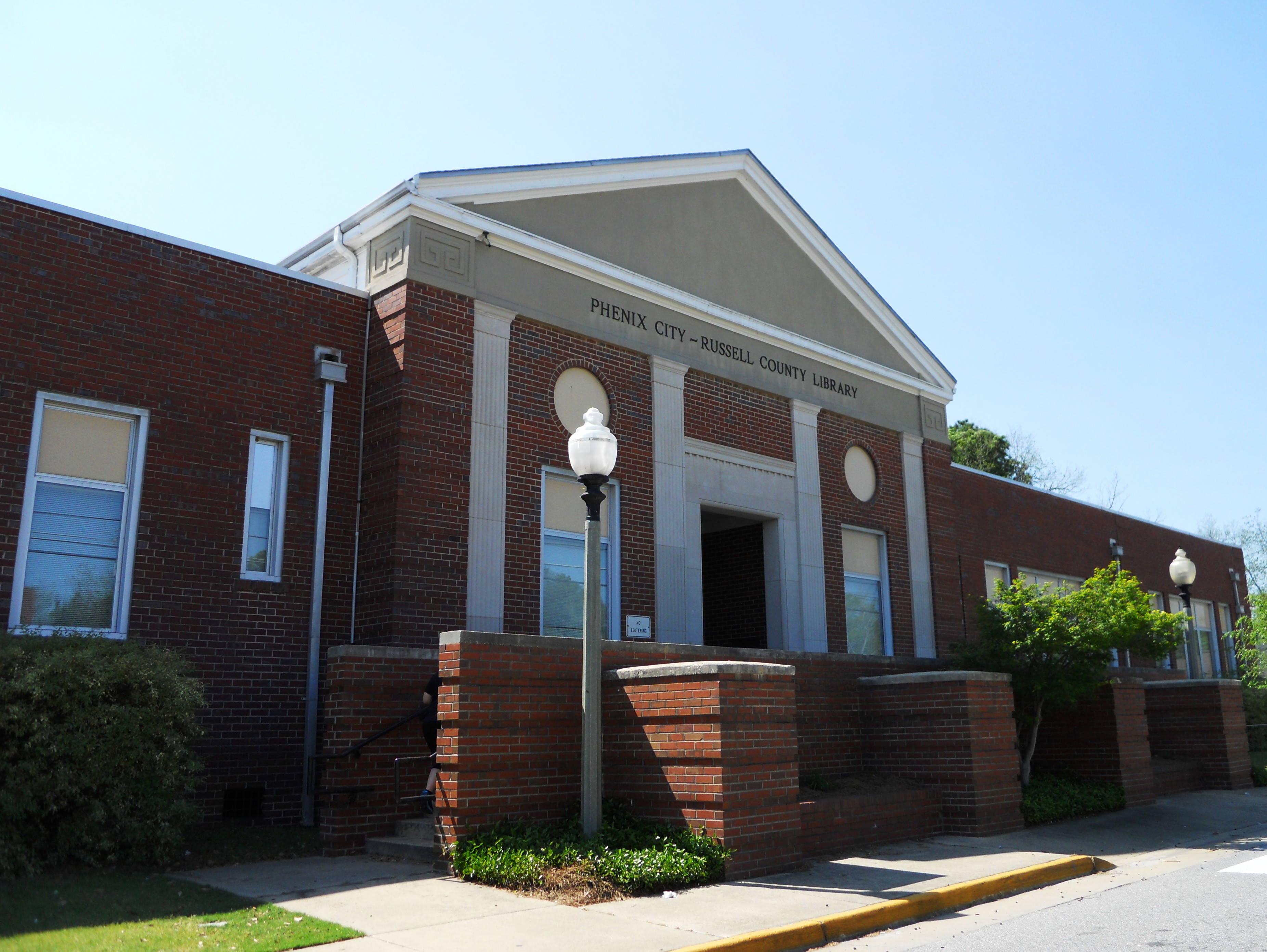
Librairie municipale.
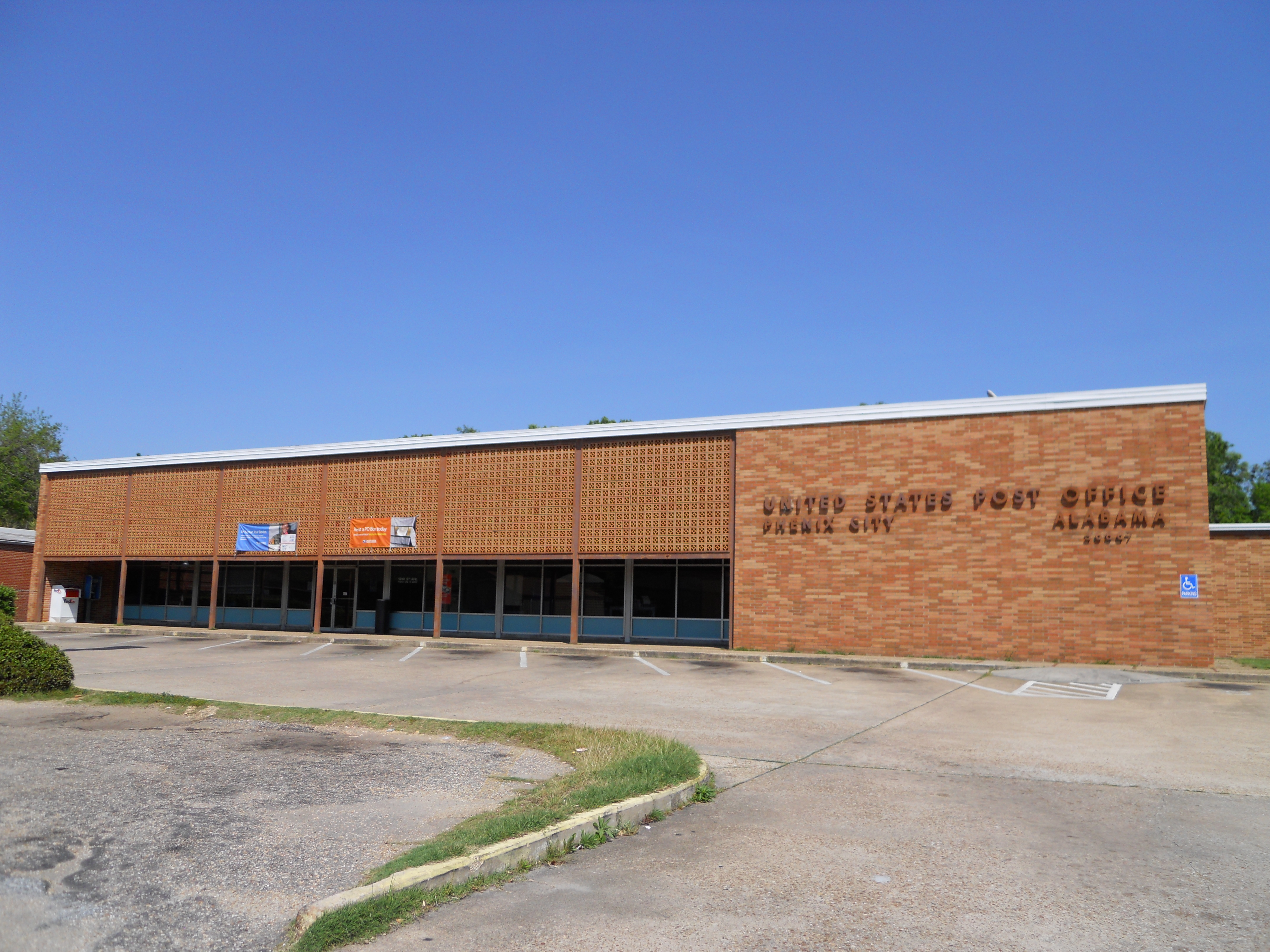
Le bureau de poste.

## Source
- (en) Cet article est partiellement ou en totalité issu de l’article de Wikipédia en anglais intitulé « Phenix City, Alabama » (voir la liste des auteurs).

1. ↑  « Statistiques des États-Unis - Profils des communautés de 2010 - Phenix City » (consulté en septembre 2020)